# Levellers
Als Levellers wurden die Angehörigen einer frühdemokratischen, politischen Bewegung in England bezeichnet, die ihren stärksten Einfluss während des Bürgerkriegs (1642–1649) ausübte und starken Rückhalt bei den einfachen Soldaten der New Model Army fand. Sie sind zu unterscheiden von der Splittergruppe der True Levellers oder Diggers.

## Überblick
Die Levellers engagierten sich für eine demokratische und freie Gesellschaft, für vollständige Religionsfreiheit sowie für die Abschaffung der Stände und für Gleichheit vor dem Gesetz. Wegen des letztgenannten Punkts wurden sie von ihren politischen Gegnern aus der Oberschicht als Levellers verspottet, was so viel wie „Einebner“ oder „Gleichmacher“ bedeutet. Da die Bewegung auch unter der Bevölkerung vor allem als Levellers bekannt wurde, nahm sie diesen Namen schließlich selber an. Der bekannteste Anführer war John Lilburne, auch Freeborn John genannt. Doch auch William Walwyn, Thomas Prince und Richard Overton waren wichtige Sprecher dieser Partei. John Lilburne betrachtete die Bezeichnung Levellers als abwertend und nannte seine Anhänger in der Öffentlichkeit Levellers so-called („sogenannte Levellers“), bevorzugte jedoch die Bezeichnung Agitators.

## Politische Positionen
Die Levellers, die meergrüne Bänder als Erkennungszeichen trugen, setzten sich für jährliche, allgemeine und gleiche Parlamentswahlen durch alle freien Männer (s. u.) ein und wollten die Zensur, die Monarchie, das Oberhaus („House of Lords“) und alle Privilegien des Adels abschaffen. Ihr Programm, das sie u. a. in der Zeitschrift The Moderate propagierten, umfasste nicht nur die Abschaffung der Steuerprivilegien des Adels, sondern auch Ideen für eine sozial verträgliche Steuer. Demnach sollten Menschen, die weniger als £ 30 im Jahr verdienten, nicht mehr besteuert werden. Ein ebenfalls wichtiger Punkt war die Trennung zwischen Staat und Religionsgemeinschaften sowie eine völlige Gleichberechtigung aller Religionen (Freiheit des religiösen Bekenntnisses). Die politischen Standpunkte der Levellers galten zu jener Zeit als extremistisch, anarchistisch und skandalös, daher stießen sie selbst im englischen Unterhaus auf erbitterten Widerstand. Eine radikale, aus den Levellers hervorgegangene Splittergruppe waren die Diggers. Es bestanden zum Teil auch personelle Überschneidungen mit späteren Quäkern.
Die Levellers betonten, dass jeder Mann an Würde und Freiheit gleich geboren ist und dass die Regierung alle (männlichen) Bürger als rechtlich ebenbürtig zu betrachten hat. Freiheit wird hier zuerst verstanden als das Eigentum an sich selbst und den eigenen Fähigkeiten, d. h. an der eigenen Arbeitskraft, die also durchaus veräußerlich ist: als Ware. Freiheit wird betrachtet als eine Funktion des Eigentums an der eigenen Person. Dieser Definition zufolge traten die Levellers nicht für ein allgemeines Männerwahlrecht ein, wie oft fälschlich behauptet wird, sondern für ein allgemeines Wahlrecht aller freien Männer, „die ihr Geburtsrecht nicht verloren hatten“, das Almosenempfänger ebenso wie Bedienstete – worunter auch Lohnarbeiter verstanden wurden – und Verbrecher (ebenso wie Delinquenten: Anhänger des Königs während des Bürgerkriegs) ausschloss. Bedienstete hatten nach dem Verständnis der Levellers ihr eingeborenes Recht aufgegeben, da sie sich der Verfügung und Bestimmung über ihre Fähigkeiten bzw. ihre Arbeitskraft durch das Eingehen eines Dienstvertrags zumindest auf Zeit entäußerten. Sie waren dementsprechend, was ihre Berechtigung auf eine Stimme in der Wahl betraf, in ihren Herren eingeschlossen. Mit dieser Position schienen sie der von Ireton und Cromwell (während der Putney-Debatte 1647) vertretenen Haltung, Wahlrecht solle nur einer Person mit einem Mindestverdienst von 40 Schillingen zukommen, relativ nah – einzig in der Quantität bestanden Unterschiede, da die Levellers zum Kriterium den bloßen Besitz an der eigenen Arbeitskraft voraussetzten. Cromwells und vor allem Iretons Position allerdings bezog sich auf den Besitz an ortsgebundenem Eigentum (also Landbesitzer und Mitglieder der Zünfte), als eines, das ein dauerhaftes Interesse an politischer Stabilität erst konstituiere. Macpherson legt deshalb nahe, die Levellers nicht als radikale Demokraten, sondern vielmehr als radikale Liberale zu begreifen, die in ihren Positionen denen eines John Locke sehr nahekamen, jedoch seine Vorstellung von grenzenlosem Recht auf Akkumulation verweigerten. Was die Idee der Gemeinschaft betrifft, nahm diese zwar eine wichtige Stellung in ihren Positionen ein, den Primat allerdings hatte immer das die Freiheit eines jeden konstituierende Eigentum an sich selbst: „Ein jeder hat, so wie er ist, ein Eigentum an sich selbst, sonst könnte er nicht er selbst sein. Was einen Menschen zum Menschen macht, ist seine Freiheit gegenüber anderen Menschen. Das Wesen der Freiheit bedeutet, Eigentümer seiner eigenen Person und Fähigkeiten zu sein“. Es sei allerdings angemerkt, dass es vor der Putney-Debatte „nur wenige Hinweise auf den Umfang des Wahlrechts“ gab. Denn „von Beginn der Levellerbewegung, bis weit in das Jahr 1647 hinein“ hatten andere Probleme (u. a. der „Kampf gegen die willkürlichen Verhandlungen des Parlaments und seiner Komitees, [...]; de[r] Kampf für religiöse Toleranz [...]; die Forderung, daß das Parlament dem Volk verantwortlich gemacht werden solle [...]; die Anprangerung des Vetorechts des Königs und der Lords; die Anprangerung der beständigen Belastung durch Zehnten, Monopole, ungleiche Besteuerung, Schuldhaft, übertriebene Gerichtsgebühren und Prozeßverschleppungen“) den Vorrang. Und die meisten dieser Probleme „blieben auch noch von Bedeutung, als die Wahlrechtsfrage aufgegriffen wurde“.

## Geschichte
Nach den Anfangserfolgen der Royalisten im englischen Bürgerkrieg setzte das gegen den König kämpfende Parlament eine radikale Reform ihrer Armeen durch. So entstand die für damalige Zeit höchst modern organisierte „New Model Army“. In der New Model Army wurde die Kommandogewalt ohne Rücksicht auf die soziale Rangfolge vergeben. Damit brach sie mit der Tradition aller anderen damals existierenden Armeen, nach der nur Adelige hohe Positionen bekleiden konnten. Diese Neuerungen führten zu einem nie da gewesenen armeeinternen Pluralismus, welcher indirekt die Entstehung der Levellers begünstigte. Die vorbildliche religiöse Toleranz und der Bruch mit den Standestraditionen ließ eine neue politische Bewegung entstehen, die ein weiteres Vorantreiben dieser fortschrittlichen Reformen inner- und außerhalb des Heeres forderte.
Im Juli 1645 wurde John Lilburne eingekerkert wegen seiner Kritik am Snobismus der Parlamentarier, die mitten im englischen Bürgerkrieg im höchsten Komfort lebten, während die Soldaten für die parlamentarische Sache kämpften und starben. Insbesondere warf „Freeborn John“ dem Sprecher des Parlaments William Lenthall vor, sich von den Royalisten kaum noch zu unterscheiden. Erst nach einer großangelegten Petition seiner Anhänger wurde John wieder freigelassen, doch schon im nächsten Jahr wurde er in den Tower von London verschleppt und dort gefangengehalten, weil er seinem ehemaligen militärischen Vorgesetzten vorwarf, ein Sympathisant der Royalisten zu sein. Die Bewegung, die sich für seine Befreiung einsetzte formierte sich schließlich zu einer eigenständigen politischen Gruppe, aus denen die Levellers hervorgingen. In weiterer Folge versuchten sie ihren Einfluss auf die New Model Army zu verstärken und wählten sogenannte Agitatoren für die jeweiligen Regimenter.

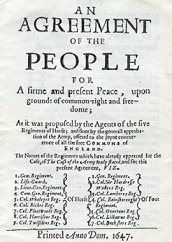
Agreement of the People

Zwischen den Agitatoren und den alteingesessenen Offizieren (den sogenannten „Grandees“) wurden Debatten beschlossen, welche als die Putney Debates in die Geschichte eingingen. Sie wurden in St Mary’s Church in Putney, in Surrey, zwischen dem 28. Oktober und dem 11. November im Jahre 1647 gehalten. Die Agitatoren wurden von zivilen Levellers vertreten, die Grandees von ranghöchsten Offizieren und auch von Oliver Cromwell. Jede Partei verfasste ein Pamphlet, um ihre jeweilige Position darzustellen. Das Pamphlet der Levellers bekam den Titel Agreement of the People. Das Pamphlet der Gegner der Levellers hieß The Heads of the Proposals. In den anschließenden Phasen wurden die starken Differenzen zwischen diesen beiden Manifesten heftig diskutiert. Aufgrund der gewaltigen Meinungsverschiedenheiten kam man jedoch zu keinen Ergebnissen.
Oliver Cromwell wollte daraufhin die Macht in der Armee endgültig an sich reißen und führte zwangsweise das Pamphlet seiner Anhänger anstatt desjenigen der Levellers ein. Jeder, der die Akzeptanz des Pamphlets Cromwells verweigerte, wurde verhaftet. Einer von den Verweigerern, Richard Arnold, wurde sogar ermordet. Daraufhin starteten die Levellers ihre größte Petition mit dem Titel To The Right Honovrable The Commons Of England. Diese wurde dem Parlament am 11. September 1648 vorgetragen, jedoch von Cromwell blockiert. Am 30. Oktober 1648 wurde Thomas Rainsborough ermordet. Er war ein wichtiger Sprecher der Levellers und hatte an den Putney Debates aktiv teilgenommen. Bei seinem Begräbnis kam es zu Massendemonstrationen. Der Konflikt eskalierte in mehreren Meutereien. Schließlich wurden die Levellers 1649 von Oliver Cromwell in der Schlacht von Burford in Oxfordshire vernichtend geschlagen. Zahlreiche Anführer wurden hingerichtet, eingesperrt oder mussten ins Exil gehen. Gegen Ende der ersten Hälfte des 17. Jahrhunderts wurde die Bewegung innerhalb der Armee faktisch zerschlagen.

## Das politische Erbe
Wenngleich es noch von den damaligen Levellers ein weiter Weg bis zum modernen Liberalismus (welcher nicht zuletzt auch die Forderung nach dem Frauenwahlrecht beinhaltet) war und die Levellers nur als Vorläufer dessen gelten können, so sind zahlreiche bereits eindeutig liberale Ideen und Ansätze, die die Levellers schon vor fast 400 Jahren aufgriffen und vertraten, sehr bemerkenswert. Die Gleichheit vor dem Gesetz, die Republik als Staatsform und die Religionsfreiheit in dem Maß, wie es die Levellers propagierten, setzten sich in Europa zum Teil erst im 20. Jahrhundert durch.
Möglicherweise wurden auch viele spätere Bewegungen, zum Beispiel die fast zwei Jahrhunderte später ebenfalls in Großbritannien aktiven Chartisten, von den Levellers inspiriert. Ein wichtiger Grundsatz der Levellers, nämlich die Gleichheit vor dem Gesetz, hat sich inzwischen in den meisten Staaten der Welt zumindest theoretisch durchgesetzt.